# Nowjmehr
Nowjmehr (persiska: نوجه مهر, نوجمهر) är en ort i Iran.   Den ligger i provinsen Östazarbaijan, i den nordvästra delen av landet, 600 km nordväst om huvudstaden Teheran. Nowjmehr ligger 615 meter över havet och antalet invånare är 436.
Terrängen runt Nowjmehr är varierad. Nowjmehr ligger nere i en dal. Runt Nowjmehr är det ganska glesbefolkat, med 27 invånare per kvadratkilometer. Närmaste större samhälle är Sīah Rūd, 19,5 km väster om Nowjmehr. Trakten runt Nowjmehr består i huvudsak av gräsmarker.